# Ponç IV d'Empúries
Ponç IV d'Empúries o Ponç Hug III d'Empúries (c. 1205 - 1269) fou comte d'Empúries (1230-1269).

## Orígens familiars
Fill d'Hug IV d'Empúries i Maria de Vilademuls, va heretar el comtat d'Empúries a la mort del seu pare el 1230.

## Vida política
El seu comtat continuà sota la crisi econòmica que ja patí en temps del seu pare. Per intentar redreçar-la l'any 1231 va vendre terres en alou a l'abat de Santa Maria de Roses, donà feus al vescomte de Rocabertí i realitzà diverses permutes: la més destacada fou la cessió al comte de Barcelona d'unes terres del Rosselló a canvi de la població de Banyuls (1248).
Juntament amb Pere Nolasc fundà el 1238 a Castelló d'Empúries el convent de la Mercè. Així mateix també protegí el monestir de Sant Quirze de Colera.
Participà, juntament amb el seu pare, en la Croada contra Al-Mayûrqa el 1229-1230, com també ho feu en solitari en la conquesta de València. Fou conseller reial i participà en les Corts de Montsó, així com en les dels catalans del 1251, on feu homenatge a l'infant Pere com a hereu del Comtat de Barcelona. El 1246 fou ambaixador a Tunis (Ifríqiya) i el 1264 a França, juntament amb el bisbe de Barcelona.

## Núpcies i descendents
Es casà, en primeres núpcies, amb Beneta de Lacon-Gundale, d'origen sard i amb la qual no tingué fills. El 1234 es casà amb Teresa Fernández de Lara amb la qual tingué quatre fills:
- Hug (c.1240-1277)
- Ponç Hug
- Major
- Sibil·la (?-1317)